# OBSニュース
『OBSニュース』（オービーエスニュース）は、大分放送で放送されているローカルニュース番組である。2009年3月29日まではOBSラジオのみで放送されていたが、OBSニュースライン終了に伴い翌30日よりOBSテレビでもスポットニュースに限り、同タイトルでの放送が再開された。

## テレビ

### 放送時間
2021年時点での放送スケジュール。

#### 平日
- 10:15頃（おはようナイスキャッチに内包）
- 11:50 - 11:53.25（ひるおび!に内包）
- 15:46 - 15:50
- 22:54 - 23:00（金のみ）
- 23:50 - 23:52（news23に内包）（金を除く）

#### 土曜
- 11:54 - 11.56.45（JNN NEWSに内包）
- 18:50 - 18:57
- 21:54 - 22:00

#### 日曜
- 11:35 - 11:36.45（JNN NEWSに内包）
- 17:49 - 17:54（Nスタに内包）
- 21:54 - 22:00

##### 映像
- オープニング映像はスポットニュース枠のニュースラインの時（末期）と基本的に同一であるが、番組タイトル変更により「ニュースライン」の部分が「NEWS」に変更されている。BGMはニュースラインの2代目短縮バージョンを使用。
- このオープニング映像は平日15時台および土日夕方のニュースにおいて用いられる。また、金・土・日21時台オープニングはタイトルロゴの静止画のみが出現。
- JNN NEWSに内包される場合のスポットニュースでは全国パート終了後、上段にOBS（3代目正式ロゴ）、下段にNEWSと表記された静止画が数秒間掲出された後、本編に入る（これと似たケースは過去に別のJNN系列局でも実施していた）。
- 2010年以降、カラースキームはOBSイブニングニュースと同様に白と黄緑を使用する。ただし見出しテロップに若干の違いが見られるほか、出演者表示などはJNN仕様のものをそのまま流用している。
  - 総力報道!THE NEWSが放送されていた2009年度、JNN系列局の一部においては、各ニュース番組にて使用するテロップをTBSと同一デザインのもの（紺・イエロー基調）に統一していたが、出演者、見出しテロップに限ればOBSテレビではデザインのベースこそ類似しながらも、メインカラーには水色・グレーを基調としたOBS独自の仕様となっていた。
- 2013年4月以降のテロップは「JNNニュース」と同一の仕様となっている。
- 平日15時台のニュースの最後では、当日の「OBSイブニングニュース」で放送予定の内容が紹介される。

## ラジオ

### 放送時間
一部を除き毎時55分を基本とする。放送スケジュールは2015年1月時点でのもので、特記なきものは単独番組。ニュース終了後は一部時間帯を除き、大分県内の天気予報を伝える。
- 平日
  - 7:00（情熱ライブ!Voiceに内包）
  - 7:55（情熱ライブ!Voiceに内包、ニュース終了後は大分県内の渋滞情報を放送）
  - 8:55（情熱ライブ!Voiceに内包）
  - 9:55（情熱ライブ!Voiceに内包）
  - 10:55（情熱ライブ!Voiceに内包）
  - 11:55（情熱ライブ!Voiceに内包、11:58から2分間は天気予報を放送）
  - 13:55（情熱ライブ!Voiceに内包）
  - 14:55（情熱ライブ!Voiceに内包、タイトルは「大分県内きょうの動き」）
  - 15:55（情熱ライブ!Voiceに内包）
  - 17:50（月曜-木曜は「松井督治 NEWS WAVE」に内包、タイトルは「ニュースピックアップ」。金曜は「OBSラジオ・ザ・ニュース」）

- 土曜
  - 9:55
  - 10:55
  - 11:55（アッコのいいかげんに1000回に内包）
  - 15:55
  - 17:55

- 日曜
  - 9:55
  - 18:25

## 関連番組
- OBSイブニングプラス（月～金 18:15～18:55）
- OBS THE NEWS（月〜木 17:45 - 18:10　金 18:05 - 18:10）
- JNNニュース
- Nスタ
- 報道特集
- News23
- S☆1

過去
- OBSイブニングニューステレビ版（月〜金 18:15〜18:55）
- OBSイブニングニュースラジオ版（月〜金 17:50〜18:00）